# كيفن راج
كيفن راج هو لاعب كرة قدم سويسري في مركز الوسط، ولد في 5 أغسطس 1998 في أوستر في سويسرا. شارك مع منتخب سويسرا تحت 21 سنة لكرة القدم. أما مع النوادي، فقد لعب مع نادي زيورخ.

## وصلات خارجية
- كيفن راج على موقع الاتحاد الأوربي (الإنجليزية)
- كيفن راج على موقع قاعدة بيانات كرة القدم.إي يو (الإنجليزية)
- كيفن راج على موقع Soccerway.com (الإنجليزية)